# Anafilaxia

Az anafilaxia vagy anafilaxiás sokk a szervezetnek allergének által kiváltott súlyos, generalizált, életveszélyes állapothoz vezető, immunológiai túlérzékenységi reakciója. Csak az érzékenyítő allergénnel történő első találkozás utáni allergénhatáskor jelentkezhet. Alapjában az immunrendszer rendellenes működésére vezethető vissza. A hajlamosító tényezők és a kialakulás mechanizmusai még nem kellően ismertek. Azonnali beavatkozást igényel. A legsürgősebb beavatkozást maga a beteg is elvégezheti, ha veszélyeztetettsége ismeretében megfelelő, állandóan magával hordott, önmagának beadható injekciós eszközzel látják el, és annak használatáról megfelelően kioktatják, de ezt követően is orvosi ellenőrző vizsgálatra és utókezelésre van szükség.

## Meghatározás, tünetek, és kiváltó okok
Az anafilaxia extrém súlyosságú generalizált allergiás reakció, amely hirtelen lép fel és akár halált is okozhat. Mivel életveszélyes állapot, azonnali, akár laikus beavatkozást, és sürgősségi orvosi ellátást igényel. Az anafilaxiának rendszerint számos tünete van, többek között viszkető kiütés, a torok duzzadása és alacsony vérnyomás. Többnyire rovarcsípések, élelmiszerek, és egyes gyógyszerek következtében lép fel.

## Patofiziológia, kórkép és kezelés
Az anafilaxiát elsősorban a fehérvérsejtek bizonyos típusaiból (hízósejtek, bazofil leukociták) felszabaduló anyag, a hisztamin okozza. (Más bioaktív anyagoknak, egyebek között a citokineknek is van szerepe.) Ez az anyag leggyakrabban fehérjék, esetenként más természetű allergének (például gyógyszerek) hatására szabadul fel, és változó súlyosságú allergiás reakciót indít el. A hisztamin felszabadulása az immunrendszer túlérzékenységi, rendellenes reakciója. Az allergiás szervezet az allergének ellen sajátos ellenanyagot, IgE-t termel a normál immunreakciókban szereplő IgG, IgM és IgA helyett. Az anafilaxia kórképének a megállapítása az egyén tünetein és jelein alapul. Az elsődleges kezelésre használható az epinefrin (adrenalin) injekció és a kortikoszteroid készítmények, antihisztaminok, egyedül, de többnyire kombinációban. Gégeödéma esetén elsősegélyként conicotomia, intézeti ellátásban légcsőmetszés (tracheotomia).
A világ népességének mintegy 0,05–2 százalékánál lép fel anafilaxia életük során. Ez a százalék emelkedni látszik. Az elnevezés a görög ἀνά ana, ellen és φύλαξις phylaxis, védekezés szavakból ered.

## Tünetek

Az anafilaxia jelei és tünetei

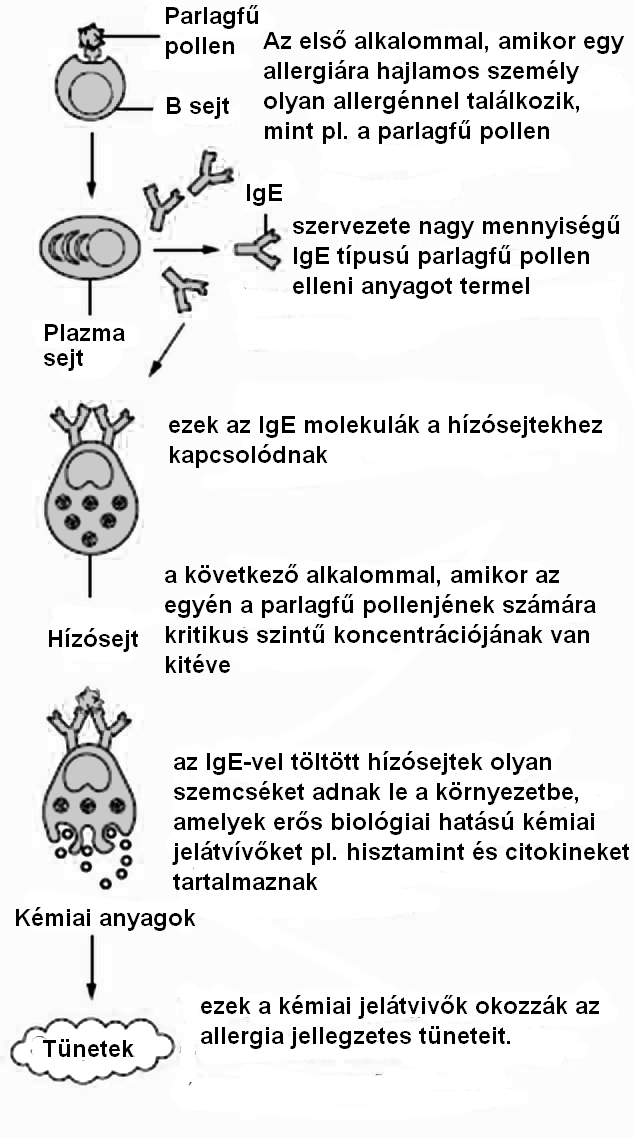
A hízósejtek szerepe az allergiás kórképek létrejöttében

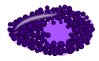
Hízósejt

Az anafilaxia sokszor szinte azonnali, vagy perceken, ritkábban órákon belül jelentkező számos különböző, ijesztő tünetet és életveszélyes állapotot produkál. Az átlag 2 óra akkor, ha az ok az illető által elfogyasztott élelmiszer. A leggyakrabban érintett területek többek között: a bőr (80–90%), a tüdő és a légutak (70%), a gyomor és a belek (30–45%), a szív és a véredények (10–45%), valamint a központi idegrendszer (10–15%). Ezek közül a rendszerek közül többnyire kettő vagy több érintett. Gyakran eszméletvesztéssel is jár.

### Bőr

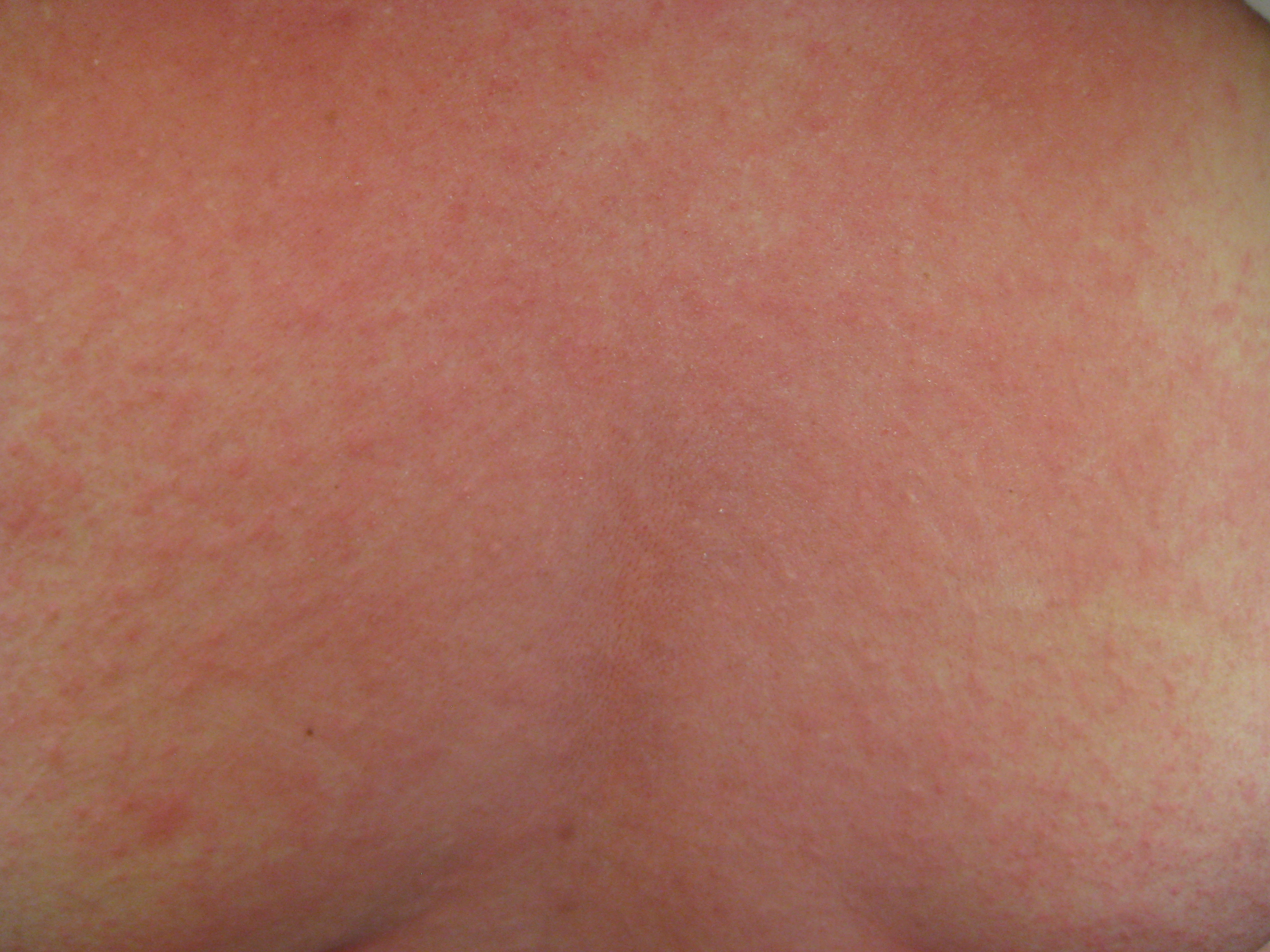
Csalánkiütés és bőrpír anafilaxiás személy hátán

A tünetek között rendszerint megtalálható a bőr kiütése (csalánkiütés), a viszketés, a piros arc vagy bőr (bőrpír), és a duzzadt ajak. Azok, akiknél a duzzadás a bőr alatt jelentkezik (angio-ödéma), a viszketés helyett égő érzetet tapasztalhatnak a bőrükön. A nyelv vagy a torok az esetek akár 20%-ában megduzzadhat. Egyéb jellemzői többek között az orrváladékozás, valamint a szem és a szemhéj felszíni nyálkahártyájának (a kötőhártyának) a duzzadása. A bőr el is kékülhet az oxigénhiány miatt (cianózis).

### Légzőszervek
A légzőszervi tünetek és jelek többek között a fulladás/fulladásérzés, a nehézlégzés, az asztmás és a sípoló légzés. Az asztmás légzést jellemzően az alsó légúti izmok (a hörgőizmok) görcsei okozzák. A sípoló légzés oka a felső légutak nyálkahártyájának duzzadása, ami beszűkíti a légutakat. Ezek közül a legveszélyesebb a hangszalagok nyálkahártyájának vizenyője, ami a hangrés elzárásával fulladást okozhat. Rekedtség, a hangszín megváltozása, fájdalmas nyelés, vagy köhögés ugyancsak előfordulhat.

### Keringési rendszer
A szív vérerei hirtelen összehúzódhatnak (koszorúérgörcs), ha a szív bizonyos sejtjeiből hisztamin szabadul fel. Ez megszakítja a vér áramlását a szívhez, ami szívsejt-elhalást (miokardiális infarktust) okozhat, vagy a szívverés túlságosan lelassulhat vagy felgyorsulhat (szívritmuszavar), a szívverés akár teljesen leállhat (szívroham). Az anafilaxia kockázata magasabb azoknál, akik már valamilyen szívbetegségben szenvednek. Míg az alacsony vérnyomás miatti gyors szívverés gyakoribb, az anafilaxiában szenvedők 10%-ánál előfordulhat a lassú szívverés (bradycardia) alacsony vérnyomással. (Az alacsony szívritmus és alacsony vérnyomás kombinációját Bezold-Jarish reflex(en)nek nevezik.) Az illető szédelgést észlelhet vagy elveszítheti az eszméletét a hirtelen vérnyomáscsökkenés miatt. Ezt az alacsony vérnyomást a véredények tágulása (a disztributív sokk) vagy a szívkamrák elégtelensége (a kardiogén sokk) okozhatja. Ritka esetben előfordulhat, hogy a nagyon alacsony vérnyomás az anafilaxia egyedüli jele.

### Egyéb
A gyomor és a belek tünetei között szerepelhet görcsös alhasi fájdalom, hasmenés, és hányás. Zavaros gondolkodás, hólyag feletti kontroll elvesztése és méhgörcshöz hasonló medencetáji fájdalom léphet fel. Az agyban futó vérerek tágulása fejfájást okozhat. Nyugtalanság és a halál előérzete is jelentkezhet.

## Kiváltó okok
Anafilaxiát idézhet elő a test válaszreakciója szinte bármely idegen anyagra. A gyakori kiváltó okok között szerepel a rovarcsípésből származó méreg, egyes élelmiszerek és gyógyszerek. Az élelmiszer a leggyakoribb kiváltó ok gyermekeknél és fiataloknál. A gyógyszerek és rovarcsípések gyakoribb kiváltó okok idősebb felnőtteknél. Kevésbé gyakori okok többek között a fizikai tényezők, a biológiai ágensek (például ondó), a latexgumi, a hormonális változások, az élelmiszer-adalékanyagok (például nátrium-glutamát és az élelmiszer-színezékek), valamint a bőrön (azaz helyileg) alkalmazott gyógyszerek. A testmozgás, és az alacsony vagy magas hőmérséklet is kiválthat anafilaxiát azáltal, hogy bizonyos szöveti sejtekben (az úgynevezett hízósejtekben) vegyi anyagok felszabadulását idézi elő, amelyek következtében allergiás reakció lép fel. A testmozgás okozta anafilaxia gyakran összefüggésbe hozható bizonyos élelmiszerek fogyasztásával is. Ha altatás közben lép fel az anafilaxia, a leggyakoribb okok a paralízis előidézésére alkalmazott bizonyos (neuromuszkuláris blokkoló) gyógyszerek, antibiotikumok, és latexgumi. Az esetek 32 és 50%-a között az ok nem ismert (idiopathiás anafilaxia).

### Élelmiszerek
Sok élelmiszer válthat ki anafilaxiát, már az első fogyasztáskor is. A nyugati kultúrákban a leggyakoribb okok között szerepel a földimogyoró, a búza, a diófélék, a mészhéjú tengeri állatok, a halak, a tej és a tojás fogyasztása vagy azokkal való érintkezés. A Közel-Keleten az élelmiszerekben lévő szezámmag a gyakori kiváltó ok. Ázsiában a rizs és a csicseriborsó okoz gyakran anafilaxiát. (Hazánkban ma már mindezek fogyasztása - ha nem is mindegyiké általánosan - de elterjedt, ezért itt is allergizáló tényezők lehetnek.) Megemlíthető ezen kívül a kivi (gyümölcs) és a földieper. A súlyosabb eseteket rendszerint az élelmiszer fogyasztása okozza, de egyeseknél súlyos reakció léphet fel akkor is, ha a kiváltó élelmiszer érintkezésbe kerül a test valamely részével. A gyermek kinőheti az allergiáját. A tejre vagy a tojásra érzékeny (allergiás) gyermekek 80%-a, és a földimogyoróra anafilaxiával egy alkalommal reagált gyermekek 20%-a 16 éves korára már gond nélkül fogyaszthatja ezeket az élelmiszereket.

### Gyógyszerek
Bármely gyógyszer okozhat anafilaxiát, leggyakrabban a béta-laktám antibiotikumok (például a penicillin), illetve az aszpirin és a nem szteroid gyulladáscsökkentők (az NSAID-ok). Ha valaki a nem szteroid gyulladáscsökkentők egyikére allergiás, többnyire lehet alkalmazni az NSAID másik változatát, anélkül, hogy anafilaxiát váltana ki. Az anafilaxia más gyakori okai többek között: a kemoterápia, az oltások, a (spermában található) protamin, és gyógynövényekből készített egyes gyógyszerek. Bizonyos gyógyszerek – többek között a vancomycin, a morfium, és a röntgenfelvételek javítására használt gyógyszerek (kontrasztjavító szerek) azáltal okoznak anafilaxiát, hogy bizonyos sejteket károsítanak a szövetekben, amelyekből emiatt hisztamin szabadul fel (hízósejt degranulációja).
Gyógyszerre adott reakció gyakorisága részben attól függ, hogy az adott gyógyszert milyen gyakran alkalmazzák, részben pedig attól, hogy a gyógyszer milyen módon hat a szervezetre. A penicillinek vagy a cephalosporinok miatti anafilaxia csak azután jelentkezik, hogy azok a testben lévő fehérjékhez kötődnek, és egyesek az előbbi antibiotikumok közül könnyebben kötődnek a szervezetben lévő proteinekhez, mint mások. Anafilaxiás reakció penicillinre 2000 és 10 000 közötti kezelt egyén közül egynél fordul elő. Haláleset egynél kevesebbszer fordul elő minden 50 000 kezelt egyénnél. Anafilaxia aszpirinre és nem szteroid gyulladáscsökkentőkre 50 000 beteg közül kb. egynél fordul elő. Ha valaki penicillinre reagál, nagyobb a reakció veszélye cephalosporinokra, de még így is alacsonyabb, mint 1000 egyénre számítottan egy eset. A röntgenfelvételek javításánál használt korábbi gyógyszerek (kontrasztjavító szerek) az esetek 1%-ában váltottak ki reakciót. Az újabb, alacsonyabb ozmolaritású kontrasztjavító szerek az esetek 0,04%-ában váltanak ki reakciót.

### Rovarmérgek
Egyes rovarok – házi méhek és darazsak (hártyásszárnyúak) vagy rablópoloskák (Triatominae) – csípéséből eredő mérgek anafilaxiát okozhatnak. Nagyobb az anafilaxiás reakció kockázata azoknál, akiknél korábban már fellépett reakció valamely méregre, és az több volt, mint csípés környéki helyi reakció. A halálos anafilaxiás esetek felénél azonban nem volt korábban egész testre kiterjedő (szisztémás) reakció.

### Kockázati tényezők
Atópiás betegségben (például asztmában, ekcémában, vagy szénanáthában) szenvedő egyéneknél az élelmiszer, a latexgumi, és a kontrasztjavító szerek által kiváltott anafilaxia kockázata nagyobb. Ezeknél az egyéneknél nem magasabb a kockázat az injekció formájában beadott gyógyszerek vagy a szúrások miatt. Anafilaxiás gyermekeken végzett vizsgálat megállapította, hogy 60%-uknak volt már korábbi atópiás betegsége (az atópia veleszületett allergiás túlérzékenység), amely kórosan intenzív immunreakciókra serkenti a szervezetet. Az anafilaxiában meghalt gyermekek több, mint 90%-a szenvedett asztmában. Fokozott kockázatnak vannak kitéve azok, akiknek a szöveteiben túl sok a hízósejt (mastocytosis), illetve akik tehetősebbek. Minél több idő telik el az anafilaxiát okozó szerrel való érintkezés után, annál alacsonyabb az új reakció előfordulásának kockázata.

## Lefolyás
Az anafilaxia súlyos allergiás reakció, amely hirtelen lép fel és több szervre gyakorol hatást. Okozói a hízósejtek és bazofil leukociták szemcséiből felszabaduló gyulladást közvetítő vegyületek (mediátorok) és citokinek. Kibocsátásuk (degranuláció) oka többnyire immunrendszeri reakció, de okozhatja ezeknek a sejteknek olyan a sérülése is, ami nem függ össze immunreakcióval.

### Immunológia
Ha az anafilaxiát immunválasz okozza, immunglobulin E (IgE) kötődik az allergiás reakciót kiváltó idegen anyaghoz (az antigénhez). Az IgE és az antigén kapcsolódása aktiválja a hízósejtek és a bazofilek FcεRI receptorait. A hízósejtek és a bazofilek gyulladást közvetítő vegyületek – pl. hisztamin - kibocsátásával reagálnak. Ezek a mediátorok serkentik a hörgők sima izmainak összehúzódását, a vérerek tágulását (vazodilációt) okoznak, fokozzák a vérszérum kiáramlását az erekből, és csökkentik a szívizom működését. Létezik olyan immunológiai mechanizmus is, amely nem az IgE-re épül, de előfordulása embereknél nem ismert.

### Nem immunalapú válasz
Ha az anafilaxiát nem immunválasz okozza, a reakciót olyan hatóanyag váltja ki, amely közvetlenül károsítja a hisztamint és egyéb anyagokat felszabadító hízósejteket és bazofileket, melyek rendszerint az allergiás reakcióhoz társulnak (degranuláció). Ezeknek a sejteknek a károsodását okozhatja többek között röntgennél használt kontrasztanyag, ópiumszármazék, alacsony vagy magas hőmérséklet, és rezgés.

## Diagnózis
Az anafilaxia diagnosztizálása klinikai tényeken alapul. Ha allergénnel való érintkezést követő percekben vagy órákban az alábbi három tünet egyike jelentkezik, az érintett személynél valószínűsíthető az anafilaxia:
1. Bőr vagy nyálkahártyaszövet kitettsége és ezzel párhuzamosan légzési nehézség vagy alacsony vérnyomás
2. Az alábbi tünetek legalább egyike:
a. Bőr vagy nyálkahártya kitettsége
b. Légzési nehézségek
c. Alacsony vérnyomás
d. Gyomor-bélrendszeri tünetek
3. Alacsony vérnyomás ismert allergénnel való érintkezést követően

Ha valaki rosszul reagál rovarcsípésre vagy gyógyszerre, az anafilaxia kórképének megállapításához hasznos lehet a (hízósejtek által felszabadított) triptáz vagy hisztamin kimutatását célzó vérvizsgálat. Azonban ezek a vizsgálatok kevésbé célravezetők akkor, ha a reakciót élelmiszer okozta, vagy ha az illető vérnyomása nem tér el a normál értékektől, és így nem zárható ki az anafilaxia kórképe.

### Osztályozás
Az anafilaxia három főbb csoportba sorolható: anafilaxiás sokk, kétfázisos anafilaxia, és pszeudoanafilaxia. Anafilaxiás sokk lép fel akkor, ha a vérerek a test legnagyobb részében kitágulnak (szisztémás, azaz egész testre kiterjedő vazodiláció), amelynek következtében a vérnyomás legalább 30%-kal alacsonyabb az illető normál vérnyomásánál, vagy 30%-kal alacsonyabb a szabványos értékeknél. Kétfázisos anafilaxiát akkor állapítanak meg, ha a tünetek 1 és 72 óra között kiújulnak annak ellenére, hogy az illető nem került ismételten érintkezésbe az első reakciót kiváltó allergénnel. Néhány tanulmány szerint az anafilaxiás eseteknek legalább 20%-a kétfázisos. A tünetek rendszerint 8 órán belül jelentkeznek ismét. A második reakciót ugyanúgy kezelik, mint az eredeti anafilaxiát. A pszeudoanafilaxiás vagy anafilaktoid reakció az anafilaxia olyan régebbi elnevezései, amelyek nem allergiás reakciók, hanem a hízósejtek közvetlen sérülése (degranulációja) miatt következnek be. A World Allergy Organization (az allergiás megbetegedések világszervezete) által jelenleg használt elnevezés a „nem immun anafilaxia”. Vannak, akik szerint a régebbi elnevezéseket nem kéne már használni.

### Allergiatesztek

Bőr-allergiateszt a jobb karon

Az allergiatesztek segítenek annak megállapításában, hogy mi okozta az anafilaxiás reakciót. Egyes élelmiszereknek és mérgeknek (például tapaszokkal történő) kimutatására bőr-allergiatesztek állnak rendelkezésre. Specifikus antitestet kimutató vérteszt hasznos lehet tej, tojás, földimogyoró, diófélék és hal elleni allergia kimutatására. A bőrön végzett tesztekkel igazolható a penicillinallergia, de más gyógyszerekre semmilyen bőrteszt nincs. A nem immun anafilaxia diagnosztizálása csak úgy lehetséges, ha áttekintjük az illető kórelőzményét, vagy ha kitesszük annak az allergénnek, amelyről feltételezhető, hogy korábban reakciót váltott ki a betegnél. A nem immun anafilaxia megállapítására nincs bőr- vagy vérteszt.

### Differenciáldiagnózis
Esetenként nehéz különbséget tenni az anafilaxia és az asztma, az oxigénhiány miatti ájulás (syncope), és a pánikroham között. Az asztmás betegnél rendszerint nem jelentkezik viszketés vagy hasi, valamint bélrendszeri tünet. Ájuláskor a bőrszín sápadt és nincs kiütés. Pánikroham során jelentkezhet bőrpír, viszont nincs csalánkiütés. Hasonló tünetekkel járó további betegségek még az ételmérgezés romlott haltól (scombroidosis) és az egyes paraziták által okozott fertőzés (anisakiasis).

## Megelőzés
Az anafilaxiás reakció megelőzésének ajánlott módja, hogy kerüljük az érintkezést bármivel, ami korábban kiváltotta a reakciót. Ha ez nem lehetséges, létezhet olyan kezelés (a deszenzibilizáció), amelynek segítségével megállítható, hogy a szervezet ismert allergénre reagáljon. Az immunrendszer kezelése (az immunterápia) Hymenoptera méreggel, hatékony deszenzibilizálás a méh, a darázs, a fali darázs, a lódarázs, és a tolvajhangya ellen, az allergiás felnőttek 80–90%-ánál és gyermekek 98%-ánál. Az orális immunterápia hatékony lehet egyes élelmiszerekre – többek között tejre, tojásra, diófélékre és földimogyoróra - allergiás egyének deszenzibilizációjánál, ezek a kezelések azonban gyakran káros mellékhatásokkal járnak. A deszenzibilizáció sok gyógyszer ellen is lehetséges, legjobb azonban a gondot okozó gyógyszereket egyszerűen kerülni. A gyógyszerek alkalmazása előtt - különösen, ha azok ismerten allergének - mindig szükséges érzékenységi próbát végezni. Azoknál, akik érzékenyek a latexgumira, fontos lehet, hogy kerüljék azokat a (keresztreakciót kiváltó) élelmiszereket, amelyek az immunreakciót előidéző anyagokhoz hasonló összetevőket tartalmaznak, mint például az avokádó, a banán, és a burgonya. A parlagfű allergiánál is ismeretes, hogy egyes növények fogyasztása keresztallergén hatású.

## Intézkedések
Az anafilaxia orvosi vészhelyzet, amelynél életmentő intézkedésre – például a légcső felszabadítása, az oxigénbevitel, nagy mennyiségű intravénás folyadék adása, szigorú megfigyelés – lehet szükség. Az elsődlegesen alkalmazott kezelés az epinefrin. Az epinefrin mellett gyakran alkalmazzák az antihisztamint és a szteroidot. Miután az illető állapota normalizálódott, kórházi megfigyelés alatt kell tartani 2 és 24 óra közötti időtartamra, és meg kell bizonyosodni arról, hogy a tünetek nem ismétlődnek meg – amint az a kétfázisos anafilaxia esetében előfordulhat.

### Epinefrin
Az anafilaxia elsődleges gyógymódja az epinefrin (adrenalin). Használatának ugyan abszolút ellenjavallata nincs, azért néhány körülményre figyelni kell. Ajánlatos az epinefrin oldatot a combizomzat középső harmadának elülső-oldalsó részébe injektálni, amint felmerül az anafilaxia gyanúja. Az injekció 5 és 15 perc között ismételhető, ha az egyén nem reagál jól a kezelésre. Az esetek 16 és 35 közötti százalékában második dózisra van szükség. Ritkán van szükség kettőnél több dózisra. Az izomba (intramuszkulárisan) beadott injekció alkalmasabb a bőr alá adott (szubkután) injekciónál, amelynél a gyógyszer túl lassan szívódhat fel. Az epinefrin kisebb problémákat, például reszketést, zaklatottságot, fejfájást, és szívdobogásérzést okozhat.
Előfordulhat, hogy az epinefrin nem hatásos a bétablokkolót szedőknél. Ilyen esetben - ha az epinefrin nem hatásos – glukagon adható intravénásan. A glukagonnak olyan a hatásmechanizmusa, hogy nem befolyásolja a béta receptorokat.
Szükség esetén az epinefrin vénásan (intravénás injekcióként) is adható, higított oldat formájában, azonban egyes esetekben rendellenes szívverés (dysrhythmiával) és szívroham (miokardiális infarktussal) fordult elő, amelyeknél összefüggésbe hozható az alkalmazása.
Epinefrin öninjekció (Epipen)

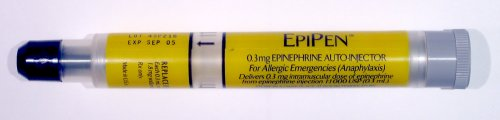
Az EpiPen öninjekció korábbi változata

Az epinefrin öninjekció (adrenalin öninjektor) olyan eszköz, amelynek segítségével az anafilaxiás betegek könnyen beadhatják maguknak az epinefrint. A toll alakú készülék önműködően juttatja az előre meghatározott adagot a combizomba szúrva. Súlyos allergiában szenvedők számára életmentő lehet, ha mindig tart magánál ilyet a beteg. Magyarországon 2022 júliusától számukra az eszköz 70 százalékos támogatással elérhető, és egyre több önkormányzat biztosít ilyen eszközöket az óvodákban, iskolákban is.
Különböző adagolással készül felnőttek, valamint gyermekek számára: 30 kg feletti és 7,5–30 kg közötti testsúlyúak számára. Az EpiPen elnevezés az egyik legnépszerűbb márka után terjedt el, de más gyártók termékei is forgalomban vannak, ilyenek Európában pl.: Anapen, Chenpen, Emerade, Fastjekt, Fastpen, Jext, Nepipe stb.

### Kiegészítő kezelések
Az antihisztaminokat gyakran alkalmazzák az epinefrin kiegészítéseként. Elméleti indoklás alapján hatékonynak tartották ezeket, de nem sok bizonyíték van arra, hogy az antihisztaminok valóban hatékonyak az anafilaxia kezelésére. A 2007. évi Cochrane-féle tanulmány során nem találtak egyetlen olyan jó minőségű vizsgálatot sem, amelynek alapján az antihisztaminok alkalmazása javallott lenne. Az antihisztaminokról nem feltételezik, hogy hatással lennének a nedvek felgyülemlésére vagy a légúti görcsökre. A kortikoszteroidok valószínűleg hatástalanok az anafilaxiás epizód lezajlásakor. Alkalmazhatóak a kétfázisos anafilaxia rizikójának csökkentése reményében, hatásosságuk azonban nem biztos a későbbi anafilaxia megelőzésére. A (porlasztásos) belélegeztetővel beadott Salbutamol hatékony lehet akkor, ha az epinefrin nem enyhíti a hörgőgörcsös tüneteket. Metilénkéket alkalmaztak azoknál, akik nem reagáltak más módszerekre, mert ellazíthatja a simaizomzatot.
Általános tévhit Magyarországon, hogy a kalciuminjekció a betegségre bármilyen hatással is lenne. A kalciumot más országokban szinte sehol nem ajánlják allergia kezelésére. Semmilyen tudományos alapja nincs a kalcium hatásosságának (még enyhébb allergiás tünetek esetén sem). Kalcium adása, ami miatt esetleg késve kerül beadásra az életmentő adrenalin, akár halálos mulasztás is lehet.

### Készenléti terv
Akiknél fennáll az anafilaxia veszélye, azoknak tanácsos „akciótervet” kidolgozni allergia esetére. A szülőknek tájékoztatniuk kell az iskolát gyermekük allergiájáról és a sürgősségi intézkedésekről anafilaxia esetén. Az akciótervben általában szerepel az epinefrin öninjekciók használatának ismertetése, a javaslat az egészségügyi azonosító karperec viselésére, valamint a kiváltó okok kerülésére vonatkozó tanácsok. Egyes kiváltó okok esetében létezik olyan módszer, amelynek segítségével csökkenthető a szervezet érzékenysége az allergiás reakciót kiváltó anyagra (allergén-immunterápia). Ezzel a kezeléssel esetlegesen megelőzhetőek a későbbi anafilaxiás epizódok. A több éves szubkután deszenzitizációs kúra eredményesnek bizonyult rovarcsípések ellen, az orális deszenzitizáció pedig hatékony több élelmiszerfajta esetén.

## Kilátások
Jó esély van a felgyógyulásra akkor, ha ismert a kiváltó ok és a beteg gyorsan kap kezelést. Még ismeretlen ok esetén is meg lehet szüntetni a reakciót gyógyszerekkel, és a betegek rendszerint eredményesen felépülnek. A halálos kimenetel oka többnyire légzési (jellemzően a légutak elzáródása) vagy kardiovaszkuláris probléma (sokk). Az anafilaxia az esetek 0,7–20%-ában okoz halált. A halálesetek némelyike perceken belül történt. A testmozgás által kiváltott anafilaxiás betegeknek jó esélyük van a gyógyulásra, az életkor előrehaladtával csökken az epizódok gyakorisága és súlyossága.

## Epidemiológia
Az anafilaxia 100 000 személy közül évente 4–5 egyénnél fordul elő, a teljes élettartam során a kockázat 0,5%–2% között van. A valószínűségi ráta növekedni látszik. Az anafilaxiás reakciókban szenvedők száma az 1980-as években hozzávetőlegesen 100 000 személy közül 20 volt évente, míg az 1990-es években ez az arány 100 000 személy közül 50 személy volt évente. A gyakoriság növekedése úgy tűnik, hogy elsősorban élelmiszerekkel kapcsolatosan tapasztalható. A kockázat fiatalok és nők körében a legnagyobb.
Az anafilaxia jelenleg évente 500 és 1000 közötti esetben halálos kimenetelű (1 millió személyenként 2,4 eset) az Egyesült Államokban, évente 20 esetben halálos az Egyesült Királyságban (1 millió személyenként 0,33 eset), és évente 15 esetben halálos Ausztráliában (1 millió személyenként 0,64 eset). A halálozási arány csökkent az 1970-es és a 2000-es évek között. Ausztráliában élelmiszer által okozott anafilaxiás haláleset elsősorban a nők körében fordul elő, míg a rovarcsípések által okozott haláleset elsősorban a férfiak körében. Anafilaxiás halálesetet leggyakrabban gyógyszer idéz elő.

## Orvostörténelmi vonatkozások
Az „afilaxia” kifejezést Charles Richet alkotta 1902-ben, majd azt később „anafilaxiára” cserélték, mert szebben hangzott. Charles Richet 1913-ban orvosi-fiziológiai Nobel Díjat kapott az anafilaxia terén végzett munkásságáért. Magáról a reakcióról azonban már az ókorban is beszámoltak. A kifejezés görög szavakból ered: ἀνά ana, „ellen”, és φύλαξις phylaxis, „védekezés”. Ennek ellenére adataink nem nagyon vannak előfordulásáról a történelem során. Valószínűleg nem tudták biztosan elkülöníteni más hirtelen halálhoz vezető betegségektől vagy mérgezésektől. Mivel a csontokon nem hagy nyomot, régészeti leletekre sem lehet támaszkodni. Egyedül III. Richárdról maradt fenn, hogy földieper allergiáját (csalánkiütéseket tudott produkálni ezzel), felhasználta ellenségei ellen mérgezési vádak koholására, de ez nem anafilaxia volt.

## Kutatás
Az immunológia és allergiás kórképek kutatása egyik fő profilja volt a Debreceni Orvostusományi Egyetem Kesztyűs Loránd vezette Kórélettani és Went István vezette Élettani Intézetének. Gyógyszer (Hisztaminazoprotein) kidolgozására is sor került, ami azonban sajnos nem váltotta be a hozzá fűzött reményeket.
Jelenleg több helyen is folyik munka olyan epinefrin kidolgozására, amelyet nyelv alatti formában (szublingvális epinefrinként) lehet alkalmazni anafilaxia kezelésére. Az ismételt reakció megelőzésére tanulmányozzák az „omalizumab” nevű anti-IgE antitestet tartalmazó szubkután injekciót, alkalmazása azonban még nem javallt.
Előbbi és az egyéb gyógyszerkutatások azonban elsősorban az allergiás tüneteket enyhítő gyógyszerek fejlesztésében értek el figyelemreméltó eredményeket, de annak ellenére, hogy ma már bizonyított az allergiás hajlam öröklődő jellege, ennek genetikai háttere még messze nem kellően ismert. Remélhető, hogy - mint ahogy az első számú közellenség - a rák esetében a koncentrált ráfordítások mára már sok területen lényegi áttörést hoztak, ezt sikerül az allergiás/immunológiai betegségekben is elérni. Az allergiás betegségek számának növekedése, és ennek társadalmi-gazdasági hatásai mind a kormányzatokat, mind a kutatókat nagyobb erőfeszítésekre kell, hogy ösztönözze.

## Fordítás
- Ez a szócikk részben vagy egészben  az   Anaphylaxis című angol Wikipédia-szócikk ezen változatának fordításán alapul.  Az eredeti cikk szerkesztőit annak laptörténete sorolja fel. Ez a jelzés csupán a megfogalmazás eredetét és a szerzői jogokat jelzi, nem szolgál a cikkben szereplő információk forrásmegjelöléseként.